# Sender Geyer
Der Sender Geyer, die ehemalige Funksendestelle Geyerscher Wald, bei Geyer im sächsischen Erzgebirgskreis ist eine von 1972 bis 1973 errichtete Sendeanlage für Richtfunk, Mobilfunk, digitales Fernsehen (DVB-T), analoges Radio UKW und digitales Radio (DAB/DAB+).
Als Antennenträger dient ein freistehender, 185,5 m hoher Stahlbetonturm. Dieser Turm verfügt über keine für die Öffentlichkeit regulär zugänglichen Bereiche. Das Sendegebiet erstreckt sich nicht nur in Sachsen, denn es reicht weit nach Thüringen, Bayern und Böhmen hinein.

## Geographische Lage
Der Sender Geyer liegt im Mittleren Erzgebirge zwischen der aus nur einer Ortschaft bestehenden Stadt Geyer im Osten und dem Kernort der Stadt Zwönitz im Westen. Er befindet sich etwa 300 m südöstlich vom Gipfel des höchsten Berges (745,1 m ü. NHN) im Geyerschen Wald, welcher der höchsten Stelle der Geyerschen Gemarkung entspricht, zwischen den 735- und 740 m-Höhenlinien. Auch in rund 300 m Entfernung verläuft im Süden die sächsische Staatsstraße 260 (Zwönitzer Straße) von Geyer in Richtung Zwönitz zur Staatsstraße 258 am Sender vorbei. Direkt südlich der Stelle, wo der zum Sender führende Waldweg von der Staatsstraße abzweigt, befindet sich neben einer 731,8 m hohen Stelle ein Dreilagenstein.

## Geschichte und Beschreibung

### Deutsche Demokratische Republik
Der Sender Geyer wurde von 1970 bis 1973 von der Deutschen Post der Deutschen Demokratischen Republik (DDR) errichtet. Diese betrieb die Anlage, deren aus Stahlbeton errichteter Sendeturm zur Ausstrahlung der Programme des DDR-Hörfunks und -Fernsehens diente. Im Herbst 1971 war die Grundplatte für den Betonschaft fertig und man begann den Turmschaft zu betonieren. Am 31. August 1973 war die Montage des Stahlträgers beendet und es begann die Montage der Antenne. Die Gesamthöhe des Turmes betrug damals 188,5 Meter. Anfang Oktober 1973 erfolgte die Erste Abstrahlung des 2. Fernsehprogrammes der DDR in Farbe. Die Abstrahlung des 1. Fernsehprogrammes folgte am 15. Januar 1974. Erst am 5. Januar 1976 erfolgte die Inbetriebnahme der UKW-Sender. Folgende Programme des Rundfunks kamen zur Abstrahlung. Auf der Frequenz 87,75 MHz Radio DDR I, 89,85 MHz Berliner Rundfunk, 92,85 MHz Radio DDR II mit dem Regionalprogramm aus Chemnitz und 97,05 MHz Stimme der DDR. Die Programme kamen über die Richtfunkstrecke, Rundfunkleitungen.

### Bundesrepublik Deutschland
Mit der Deutschen Wiedervereinigung ging der Sender in den Besitz der Deutschen Funkturm GmbH über.
Sein Sendeturm diente von Oktober 2001 bis Anfang April 2003 auch zur Verbreitung des Programms von Megaradio auf der Frequenz 1116 kHz im Mittelwellenbereich mit einer Sendeleistung von 5 Kilowatt, wobei vom Turm eine Drahtantenne zum Erdboden gespannt wurde.
Bis zur Umstellung auf DVB-T am 23. Juli 2007 wurde analoges Fernsehen ausgestrahlt.
Am 25. März 2013 wurde der digitale Hörfunk (DAB/DAB+) in Betrieb genommen.
In 60 Metern Höhe befinden sich drei Sektorantennen für das D1-Netz der Telekom Deutschland GmbH, welche die Mobilfunkdienste GSM (900 MHz), LTE (800 MHz & 900 MHz) und 5G (700 MHz) ausstrahlen.

## Frequenzen und Programme

### Analoges Radio (UKW)
| Frequenz (MHz) | Programm             | RDS PS            | RDS PI | Regionalisierung | ERP (kW) | Antennen- diagramm rund (ND)/ gerichtet (D) | Polarisation horizontal (H)/ vertikal (V) |
| -------------- | -------------------- | ----------------- | ------ | ---------------- | -------- | ------------------------------------------- | ----------------------------------------- |
| 87,7           | MDR Kultur           | __MDR___ _KULTUR_ | D3C3   | −                | 100      | ND                                          | H                                         |
| 89,8           | MDR Jump             | MDR_JUMP          | D3C2   | –                | 100      | ND                                          | H                                         |
| 92,8           | MDR Sachsen          | MDR SN C          | D5C1   | Chemnitz         | 100      | ND                                          | H                                         |
| 97,0           | Deutschlandfunk      | __Dlf___          | D210   | –                | 100      | ND                                          | H                                         |
| 100,0          | Radio PSR            | RADIOPSR          | D3C8   | Chemnitz         | 100      | ND                                          | H                                         |
| 105,4          | Hitradio RTL Sachsen | HRRTL_Ch          | D3C9   | Chemnitz         | 100      | D (70–40°)                                  | H                                         |

### Digitales Radio (DAB)
DAB wird in vertikaler Polarisation und im Gleichwellenbetrieb mit anderen Sendern ausgestrahlt.
| Block                         | Programme (Datendienste) | ERP (kW) | Antennen- diagramm rund (ND)/ gerichtet (D) | Gleichwellennetz (SFN) |
| ----------------------------- | --- | -------- | ------------------------------------------- | --- |
| 5C DRDeutschland (D__00188)   | DAB+ Block der Media Broadcast - Absolut relax (72 kbps) - Dlf (104 kbps) - Dlf Kultur (112 kbps) - Dlf Nova (104 kbps) - DRadio DokDeb (48 kbps) - Energy Digital (72 kbps) - ERF Plus (64 kbps) - Klassik Radio (72 kbps) - Radio Bob (72 kbps) - Radio Horeb (48 kbps) - Radio Schlagerparadies (64 kbps) - Schwarzwaldradio (64 kbps) - sunshine live (72 kbps) - DRadio Daten (32 kbps Daten) - EPG Deutschland (16 kbps Daten) - TPEG (16 kbps Daten) - TPEG_MM (16 kbps Daten) | 10       | ND                                          | - Baden-Württemberg: Aalen, Baden-Baden (Fremersberg), Bad Mergentheim, Blauen, Brandenkopf, Donaueschingen, Feldberg im Schwarzwald, Freiburg (Vogtsburg-Totenkopf), Geislingen (Oberböhringen), Großerlach (Hohe Brach), Heidelberg (Königstuhl), Heilbronn (Schweinsberg), Hochrhein (Rickenbach), Hornisgrinde, Pforzheim (Schömberg-Langenbrand), Raichberg, Ravensburg (Höchsten), Reutlingen, Stuttgart (Frauenkopf), Ulm (Kuhberg) - Bayern: Amberg (Hirschau), Aschaffenburg (Pfaffenberg), Augsburg (Hotelturm), Bad Tölz (Gaißach), Bamberg (Geisberg), Büttelberg, Brotjacklriegel, Dillberg, Grünten, Herzogstand, Hochberg (Traunstein), Hoher Bogen, Inntal (Ebbs), Ingolstadt (Gelbelsee), Kreuzberg/Rhön, Landshut (Altdorf), München (Olympiaturm), Nennslingen (Büchelberg), Nürnberg, Oberammergau, Ochsenkopf, Passau, Pfänder, Pfaffenhofen, Pfarrkirchen, Pfronten, Regensburg (Hohe Linie), Unterringingen, Untersberg, Wendelstein (Bayrischzell), Würzburg (Frankenwarte) - Berlin: Berlin (Alexanderplatz), Berlin (Scholzplatz) - Brandenburg: Bad Belzig, Booßen, Brandenburg/Havel, Calau, Casekow, Cottbus, Eisenhüttenstadt, Petkus, Pritzwalk, Templin - Bremen: Bremen (Walle), Bremerhaven-Schiffdorf - Hamburg: Hamburg (Moorfleet), Hamburg (Heinrich-Hertz-Turm) - Hessen: Bad Hersfeld (Rimberg), Biedenkopf (Sackpfeife), Fulda (Hummelskopf), Frankfurt (Europaturm), Gelnhausen (Schnepfenkopf), Gießen (Dünsberg), Großer Feldberg, Hardberg, Hohe Wurzel, Hoher Meißner, Kassel (Habichtswald), Mainz-Kastel - Mecklenburg-Vorpommern: Garz (Rügen), Güstrow, Malchin, Neubrandenburg-Süd, Rostock (Toitenwinkel), Röbel, Schwerin (Zippendorf-Gr.Dreesch), Torgelow, Wismar/Rüggow, Züssow - Niedersachsen: Aurich-Popens, Braunschweig (Broitzem), Braunschweig (Drachenberg), Cuxhaven-Stadt, Dannenberg, Göttingen (Bovenden-Osterberg), Hannover (Telemax), Lingen, Lüneburg-Neu Wendhausen, Molbergen-Peheim, Osnabrück (Bramsche-Schleptruper Egge), Hildesheim (Sibbesse), Steinkimmen, Uelzen, Visselhövede, Wilhelmshaven - Nordrhein-Westfalen: Aachen (Karlshöhe), Bielefeld (Hünenburg), Bonn (Venusberg), Dortmund (Florianturm), Düsseldorf (Rheinturm), Eggegebirge, Herscheid, Hochsauerland (Hunau), Hürtgenwald-Großhau, Köln (Colonius), Langenberg, Lügde-Rischenau (Köterberg), Minden (Jakobsberg), Münster (Fernmeldeturm), Schöppingen, Siegen-Süd, Wesel - Rheinland-Pfalz: Bad Kreuznach (Schanzenkopf), Bad Marienberg (Westerwald), Bornberg, Daun (Eifel), Edenkoben (Kalmit), Heckenbach-Schöneberg (Ahrweiler), Idar-Oberstein, Kaiserslautern, Kettrichhof, Koblenz (Kühkopf), Trier (Petrisberg) - Saarland: Merzig-Merchingen, Saarbrücken (Schoksberg) - Sachsen: Chemnitz, Dresden, Geyer, Leipzig, Löbau, Neustadt, Oschatz, Schöneck, Zwickau Ost - Sachsen-Anhalt: Brocken, Burg, Dequede, Petersberg, Pettstädt (Weißenfels), Schneidlingen, Wittenberg - Schleswig-Holstein: Bungsberg, Flensburg, Heide, Helgoland, Hennstedt, Kiel (Kronshagen), Lübeck (Stockelsdorf), Schleswig, Niebüll (Süderlügum), Westerland (Sylt) - Thüringen: Bleßberg (Sonneberg), Erfurt-Hochheim, Gera, Inselsberg, Jena (Oßmaritz), Kulpenberg, Saalfeld (Remda), Lobenstein (Sieglitzberg), Weimar (Ettersberg) |
| 5D Antenne DE (D__00364)      | DAB-Block von Antenne Deutschland: - 80s80s (72 kbps) - 90s90s (72 kbps) - Absolut Bella (72 kbps) - Absolut Germany (72 kbps) - Absolut HOT (72 kbps) - Absolut Oldie (72 kbps) - Absolut TOP (72 kbps) - AIDAradio (72 kbps) - Ballermann Radio (72 kbps) - Beats Radio (72 kbps) - Brillux Radio (72 kbps) - Nostalgie (72 kbps) - Oldie Antenne (72 kbps) - RTL Radio (72 kbps) - Rock Antenne (72 kbps) - Toggo Radio (72 kbps)                                                  | 10       | ND                                          | - Bayern: Amberg (Hirschau), Bamberg (Geisberg), Ingolstadt (Gelbelsee), Kreuzberg/Rhön, Nürnberg, Ochsenkopf, Pfaffenhofen, Regensburg (Hohe Linie), Würzburg (Frankenwarte) - Berlin: Berlin (Alexanderplatz), Berlin (Scholzplatz) - Brandenburg: Casekow, Cottbus, Pritzwalk - Bremen: Bremen (Walle) - Hamburg: Hamburg (Heinrich-Hertz-Turm) - Mecklenburg-Vorpommern: Rostock (Toitenwinkel), Schwerin (Zippendorf-Gr.Dreesch), Züssow - Niedersachsen: Braunschweig (Broitzem), Cuxhaven-Stadt, Göttingen (Bovenden-Osterberg), Hannover (Telemax), Hildesheim (Sibbesse/Griesberg), Lüneburg-Neu Wendhausen, Molbergen-Peheim, Osnabrück (Bramsche-Schleptruper Egge), Visselhövede - Nordrhein-Westfalen: Bielefeld (Hünenburg), Minden (Jakobsberg) - Sachsen: Dresden, Geyer, Leipzig, Löbau/Schafberg, Oschatz, Schöneck - Sachsen-Anhalt: Brocken, Burg, Petersberg, Wittenberg - Schleswig-Holstein: Flensburg, Heide, Kiel (Kronshagen), Lübeck (Stockelsdorf) - Thüringen: Erfurt-Hochheim, Gera, Inselsberg, Jena (Oßmaritz), Kulpenberg, Lobenstein (Sieglitzberg), Weimar (Ettersberg) |
| 8A Region Chemnitz (D__00351) | DAB-Block der Divicon Media: - 90s90s Dance (C) (88 kbps) - Antenne Sachsen (C) (88 kbps) - Antenne Sachsen (V) (88 kbps) - Energy Sachsen (C) (88 kbps) - Hitradio RTL Sachsen (C) (88 kbps) - Hitradio RTL Sachsen (V) (88 kbps) - R.SA (C) (88 kbps) - Radio Chemnitz (88 kbps) - Radio Erzgebirge (88 kbps) - Radio PSR (C) (88 kbps) - Radio T (80 kbps) - Radio Zwickau (88 kbps) - Vogtland Radio (88 kbps)                                                                    | 10       | ND                                          | Chemnitz/Geyer, Schöneck (Vogtland) |
| 9A MDR Sachsen (00209)        | - MDR Sachsen (DD) (80 kbps) - MDR Sachsen (L) (80 kbps) - MDR Sachsen (C) (80 kbps) - MDR Sachsen (BZ) (80 kbps) - MDR Sachsen auf Sorbisch (80 kbps) - MDR Sachsen Extra (48 kbps) - MDR Jump (88 kbps) - MDR Kultur (88 kbps) - MDR Tweens (80 kbps) - MDR Sputnik (88 kbps) - MDR Aktuell (72 kbps) - MDR Klassik (112 kbps) - MDR Schlagerwelt (SN) (88 kbps) - MDR TPEG (16 kbps) - MDR EPG (16 kbps)                                                                           | 10       | ND                                          | Chemnitz, Dresden, Freiberg, Geyer, Görlitz, Hoyerswerda, Leipzig, Löbau, Neustadt, Oschatz, Reichenbach (Netzschkau), Roitzsch, Schöneck, Zittau, Zwickau Ost |
| 12A Sachsen K12A (D__00313)   | DAB+ Block der Media Broadcast: - 89.0 RTL (96 kbps) - detektor.fm Wort (96 kbps) - Femotion (80 kbps) - Jam FM (96 kbps) - Oldie Antenne (80 kbps) - Galaxy Sachsen (80 kbps) - Radio Ostrock (88 kbps) - Radio Teddy (80 kbps) - Rundfunk-Kombinat Sachsen (88 kbps) - Schlager Radio (80 kbps) - SecondRadio (88 kbps) - Star FM Sachsen (88 kbps) | 10       | ND                                          | Chemnitz/Geyer, Dresden-Wachwitz, Leipzig/Messegrund, Löbau/Schafberg, Schöneck (Vogtland) |

### Digitales Fernsehen (DVB-T2)
Am 26. September 2018 erfolgte am Sender Geyer die Umstellung auf das DVB-T2 HD-System. Die Ausstrahlungen sind im Gleichwellenbetrieb (Single Frequency Network) mit anderen Senderstandorten.
Es werden die Programme der ARD (MDR-Mux), des ZDF sowie das kommerzielle Angebot von freenet TV (in Irdeto verschlüsselt) im HEVC-Videokodierverfahren und in Full-HD-Auflösung verbreitet.
Alle kursiv dargestellten Sender sind verschlüsselt und nur über die DVB-T2 HD-Plattform freenet TV empfangbar.
| Kanal | Frequenz (MHz) | Multiplex                                                | Programme im Multiplex | ERP (kW) | Antennendiagramm rund (ND)/ gerichtet (D) | Polarisation horizontal (H) / vertikal (V) | Modulationsverfahren | FEC | Guardintervall | Bitrate (MBit/s) | Gleichwellennetz (SFN)                                                        |
| ----- | -------------- | -------------------------------------------------------- | --- | -------- | ----------------------------------------- | ------------------------------------------ | -------------------- | --- | -------------- | ---------------- | ----------------------------------------------------------------------------- |
| 32    | 562            | MDR 1 (ARD)                                              | - Das Erste HD - tagesschau24 HD - MDR Sachsen HD - MDR S-Anhalt HD - MDR Thüringen HD - NDR FS NDS HD - rbb Brandenburg HD - SWR BW HD                                                              | 50       | ND                                        | V                                          | 64-QAM               | 3/5 | 19/256         | 23,6             | Chemnitz/Geyer, Chemnitz (Reichenhain)                                        |
| 25    | 506            | MDR 2 (ARD)                                              | - arte HD - PHOENIX HD - ONE HD - BR Fernsehen HD - hr-fernsehen HD - WDR HD Köln - ARD-alpha HD (Internet) 1) - SWR BW HD (Internet) 1)                                                             | 50       | ND                                        | V                                          | 64-QAM               | 3/5 | 19/256         | 23,6             | Chemnitz/Geyer, Chemnitz (Reichenhain), Gera                                  |
| 22    | 482            | Substream 0: ZDF (ZDFmobil) Substream 1: MEDIA BROADCAST | Substream 0: - ZDF HD - ZDFinfo HD - zdf_neo HD - 3sat HD - KiKA HD Substream 1: - freenet.TV connect                                                                                                | 50       | ND                                        | V                                          | 64-QAM               | 3/5 | 19/128         | 22               | Chemnitz/Geyer, Chemnitz (Reichenhain), Gera, Leipzig/Messegrund, Halle-Stadt |
| 46    | 674            | MEDIA BROADCAST (RTL Group)                              | - RTL HD - VOX HD - SUPER RTL HD - RTL II HD - n-tv HD - RTL NITRO HD - Tele 5 HD | 50       | ND                                        | V                                          | 64-QAM               | 2/3 | 1/16           | 27,6             | Chemnitz/Geyer, Chemnitz (Reichenhain), Dresden                               |
| 29    | 538            | MEDIA BROADCAST (ProSiebenSat.1 Media)                   | - SAT.1 HD - ProSieben HD - kabel eins HD - SIXX HD - Pro7 MAXX HD - SAT.1 Gold HD - Sport1 HD | 50       | ND                                        | V                                          | 64-QAM               | 2/3 | 1/16           | 27,6             | Chemnitz/Geyer, Chemnitz (Reichenhain), Dresden                               |
| 42    | 642            | MEDIA BROADCAST                                          | Substream 0: - Disney Channel HD - N24 HD - DMAX HD - Eurosport 1 HD - nickelodeon HD - test - QVC HD - HSE24 HD - Bibel TV HD Substream 1: - freenet.TV Info - ssu (System Software Update service) | 50       | ND                                        | V                                          | 64-QAM               | 2/3 | 1/16           | 27,6             | Chemnitz/Geyer, Chemnitz (Reichenhain), Dresden                               |

  1)Für den Empfang von ARD-alpha HD (Internet) und SWR BW HD (Internet) ist ein HbbTV fähiges Endgerät erforderlich.

### Digitales Fernsehen (DVB-T)
Wegen der Umstellung auf DVB-T2HD wurde am 26. September 2018 die Ausstrahlung von Fernsehprogrammen nach dem DVB-T-Standard beendet.
| Kanal (Frequenz) | Multiplex                  | Programme im Multiplex                                                                | ERP (kW) | Antennen- diagramm rund (ND)/ gerichtet (D) | Polarisation horizontal (H)/ vertikal (V) | Modu- lations- ver- fahren | FEC | Guard- inter- vall | Bitrate (MBit/s) | Gleichwellennetz (SFN)                             |
| ---------------- | -------------------------- | ------------------------------------------------------------------------------------- | -------- | ------------------------------------------- | ----------------------------------------- | -------------------------- | --- | ------------------ | ---------------- | -------------------------------------------------- |
| 22 (482 MHz)     | ZDFmobil                   | - ZDF - 3sat - ZDFinfo - KiKA (06–21:00 Uhr) / ZDFneo (21–06:00 Uhr)                  | 50       | ND                                          | V                                         | 16-QAM                     | 2/3 | 1/4                | 13,27            | Chemnitz-Reichenhain, Gera, Geyer, Schöneck/Vogtl. |
| 25 (506Mhz)      | ARD Digital (MDR)          | - Das Erste (MDR) - ARTE - Phoenix - One                                              | 50       | ND                                          | V                                         | 64-QAM                     | 2/3 | 1/4                | 19,91            | Chemnitz-Reichenhain, Gera, Geyer, Schöneck/Vogtl. |
| 32 (562 MHz)     | ARD regional (MDR) Sachsen | - MDR Fernsehen Sachsen - BR Fernsehen Nord (Franken) - WDR Fernsehen - rbb Fernsehen | 50       | ND                                          | V                                         | 64-QAM                     | 2/3 | 1/4                | 19,91            | Chemnitz-Reichenhain, Geyer, Schöneck/Vogtl.       |

### Analoges Fernsehen
Die Abstrahlung der analogen Fernsehsender wurde mit der Einführung von DVB-T eingestellt.
| Kanal | Frequenz (MHz) | Programm                | ERP (kW) | Antennen- diagramm rund (ND)/ gerichtet (D) | Polarisation horizontal (H)/ vertikal (V) |
| ----- | -------------- | ----------------------- | -------- | ------------------------------------------- | ----------------------------------------- |
| 8     | 196,25         | Das Erste (MDR)         | 100      | ND                                          | H                                         |
| 32    | 559,25         | MDR Fernsehen (Sachsen) | 500      | ND                                          | H                                         |
| 49    | 695,25         | ZDF                     | 500      | ND                                          | H                                         |
| 56    | 751,25         | Sat.1                   | 50       | D                                           | H                                         |

## Ähnliche Türme
- Fernmeldeturm Calau
- Turm des Senders Bleßberg
- Fernmeldeturm Helpterberg
- Turm des Senders Schafberg